# Дюссье, Жильбер
Жильбе́р Дюссье́ (люкс. Gilbert Dussier; 23 декабря 1949, Оиша-Бери, Бельгийское Конго — 3 января 1979) — люксембургский футболист.

## Биография

### Клубная карьера
Жильбер Дюссье начинал свою футбольную карьеру в клубе «Ред Бойз Дифферданж» из Люксембурга. В клубе Жильбер выступал с 1967 по 1974 год, в составе «Ред Бойз Дифферданжа» Жильбер стал обладателем Кубка Люксембурга в 1972 году. Затем он переехал в Германию и сыграл сезон за клуб «Рёхлинг Фёльклинген» в недавно созданной второй Бундеслиги, в которой Дюссье провёл 27 матчей и забил 17 мячей.
В 1975 году Дюссье переехал во Францию выступать за клуб «Нанси». Его дебют состоялся 8 августа 1975 года в матче чемпионата Франции сезона 1975/76 против «Валансьена». В своём первом сезоне Жильбер провёл 16 матчей и забил 3 мяча, а его клуб занял 7-ю строчку в турнирной таблице. В сезоне 1976/77 Жильбер больше получил игрового времени, за сезон он забил 15 мячей в 36 матчах, и даже был в сентябре 1976 года в списке лучших бомбардиров Франции.
После двух лет в «Нанси» Жильбер покинул клуб и перешёл в другой французский клуб «Лилль», который выступал во втором французском дивизионе. За «Лилль» Жильбер забил за сезон 9 мячей в 17 играх, но это не помогло клубу вернуть в высший дивизион Франции. Затем Жильбер переехал в Бельгию и выступал в клубе «Тор Ватерсхей».

### Карьера в сборной
В национальной сборной Люксембурга дебютировал 24 февраля 1971 году в матче квалификационного турнира к Чемпионату Европы 1972 года против сборной Нидерландов. Матч завершился поражением люксембургцев со счётом 6:0. Всего за семь лет Жильбер провёл 39 матчей за сборную, в которых отличился 9 голами.

## Достижения
- Обладатель Кубка Люксембурга: 1972

## Смерть
Умер Жильбер Дюссье 3 января 1979 года от лейкемии в возрасте 29 лет.